# Helina subrittata
Helina subrittata är en tvåvingeart som först beskrevs av Seguy 1923.  Helina subrittata ingår i släktet Helina och familjen husflugor. Inga underarter finns listade i Catalogue of Life.